# ديفيد تايلور (سياسي أمريكي)
ديفيد تايلور (بالإنجليزية: David Taylor) هو سياسي أمريكي، ولد في 17 فبراير 1972 في إلينسبورغ في الولايات المتحدة. حزبياً، نشط في الحزب الجمهوري. وقد انتخب عضو مجلس نواب واشنطن (30 مارس 2009 – ).